# لیزر آبشار کوانتومی
لیزر آبشاری کوانتوم نوعی از لیزر نیمه رسانااست که دارای تابش در بخش میانه تا انتهای مادون قرمز طیف الکترومغناطیسی است و نخستین بار توسط جرومه فیست، فدریکو کاپاسو، دبورا سیوکو، کارلو سیرتوری، آلبرت هاچینسون و آلفرد چو در لابراتورهای بل در سال ۱۹۹۴ نمایش داده شدند.

بر خلاف لیزرهای نیمه رسانای بین نواری معمول که تابش الکترومغناطیس را از طریق بازترکیب جفتهای الکترون – حفره در نوار ممنوعه ماده می‌تابانند، QCLها تک قطبی هستند و تابش لیزری آن‌ها از طریق استفاده از انتقال بین زیرنواری در یک مجموعه تکرارشونده از چندین ساختار ناهمگون چاه کوانتوم انجام می‌شود، ایده‌ای که نخستین بار در ۱۹۷۱ توسط کازارینوف و سوریس در مقاله امکان تقویت امواج الکترومغناطیسی در یک نیمه رسانا با استفاده از یک اَبَرشبکه مطرح شد.

## انتقال بین نواری و بین زیرنواری
درون یک توده کریستال نیمه رسانا، الکترون‌ها می‌توانند دارای حالتی در یکی از دو نوار انرژی پیوسته باشند: نوار ظرفیت که الکترون‌های کم انرژی حجم زیادی از آن را اشغال کرده‌اند، و نوار رسانش که الکترون‌های پرانرژی بخش‌های پراکنده‌ای از آن را اشغال کرده‌اند. این دو نوار انرژی توسط یک نوار ممنوعه انرژی از هم جدا شده‌اند که در آن اجازه حضور هیچ حالتی از الکترون نیست. دیودهای لیزری نیمه رسانای معمول، با تابش یک فوتون در زمانی که یک الکترون پرانرژی در نوار رسانش با یک حفره در نوار ظرفیت بازترکیب می‌شود، نور تولید می‌کنند. بنابراین، انرژی فوتون و در نتیجه طول موج تابش دیود لیزری توسط نوار ممنوعه سیستم مورد استفاده تعیین می‌شود.
اما QCL از مواد توده‌ای (bulk) نیمه رسانا در منطقه فعال نوری خود استفاده نمی‌کند، بلکه QCL از یک سری تناوبی لایه‌های باریک از مواد مختلف تشکیل شده که با هم تشکیل یک ابرشبکه می‌دهند. ابرشبکه سبب ایجاد یک پتانسیل الکتریکی متغیر در طول دستگاه می‌شود که بدین معناست که احتمال اشغال موقعیت‌های مختلف توسط الکترون‌ها در طول دستگاه متغیر است. به این حالت محدودسازی چاه کوانتوم چندگانه یک بعدی گفته می‌شود که سبب جدا شدن نوار انرژی‌های مجاز به تعدادی زیرنوار الکترونیک گسسته می‌شود. با طراحی مناسب ضخامت لایه‌ها، امکان آن وجود دارد که وارون سازی جمعیتی را که مورد نیاز برای تابش لیزر است، بین دو زیرنوار در سیستم مهندسی کرد. از آنجا که موقعیت سطوح انرژی در سیستم در درجه اول توسط ضخامت لایه و نه جنس ماده تعیین می‌شود، امکان آن وجود دارد که طول موج QCLها را در یک دامنه گسترده در یک سیستم ماده یکسان تنظیم کرد. 

در ساختارهای آبشاری کوانتومی، الکترون ها تحت انتقال زیرنواری، فوتون ساطع می کنند. الکترون ها با تونل زنی به تناوب بعدی می روند و پروسه تولید فوتون تکرار می شود.

به علاوه، در دیودهای لیزری نیمه رسانا، الکترون‌ها و حفره‌ها پس از بازترکیب در نوار باندی خنثی می‌شوند و دیگر نمی‌توانند نقشی در تولید فوتون بازی کنند. اما در QCL تک قطبی، به محض اینکه یک الکترون دچار انتقال بین زیرنواری شد و فوتونی را در یک پریود ابرشبکه تابش کرد، می‌تواند به پریود بعدی ساختار تونل بزند و فوتون دیگری تابش کند. این روند که یک الکترون با پیمودن مسیر در ساختار QCL سبب تابش چندین فوتون می‌شود، وجه تسمیه‌ای برای لفظ آبشاری است و بازده کوانتومی بزرگتر از یک را امکان‌پذیر می‌سازد که موجب توان خروجی بالاتری نسبت به دیودهای لیزری نیمه رسانا می‌شود.

## اساس کار

### معادلات نرخ
QCLها معمولاً بر اساس یک سیستم سه سطحی هستند. با فرض اینکه تشکیل توابع موج، فرایند سریعتری نسبت به جداسازی بین حالت‌ها است، می‌توان جواب‌های مستقل از زمان معادله اشرودینگر را به کار بست و سیستم را با استفاده از معادلات نرخ مدلسازی کرد. هر زیرنوار شامل تعدادی الکترون {\displaystyle n_{i}} (که {\displaystyle i} اندیس زیرنوار است) می‌باشد که بین حالت‌هایی با طول عمر {\displaystyle \tau _{if}} (نقطه مقابل نرخ متوسط پراکنش بین زیرنواری {\displaystyle W_{if}})) در حال پراکنش هستند که {\displaystyle i} و {\displaystyle f} اندیس هاس زیرنوار اولیه و نهایی هستند. با فرض اینکه هیچ زیرنوار دیگری اشغال نشده‌است، معادلات نرخ برای لیزرهای سه سطحی به صورت زیر است:
{\displaystyle {\frac {\mathrm {d} n_{3}}{\mathrm {d} t}}=I_{\mathrm {in} }+{\frac {n_{1}}{\tau _{13}}}+{\frac {n_{2}}{\tau _{23}}}-{\frac {n_{3}}{\tau _{31}}}-{\frac {n_{3}}{\tau _{32}}}}
{\displaystyle {\frac {\mathrm {d} n_{2}}{\mathrm {d} t}}={\frac {n_{3}}{\tau _{32}}}+{\frac {n_{1}}{\tau _{12}}}-{\frac {n_{2}}{\tau _{21}}}-{\frac {n_{2}}{\tau _{23}}}}
{\displaystyle {\frac {\mathrm {d} n_{1}}{\mathrm {d} t}}={\frac {n_{2}}{\tau _{21}}}+{\frac {n_{3}}{\tau _{31}}}-{\frac {n_{1}}{\tau _{13}}}-{\frac {n_{1}}{\tau _{12}}}-I_{\mathrm {out} }}
در حالت پایدار، مشتقات زمانی برابر صفر هستند و {\displaystyle I_{\mathrm {in} }=I_{\mathrm {out} }=I}. بنابراین معادله کلی الکترون‌ها در زیرنوار i از سیستم Nسطحی بدین صورت است:
{\displaystyle {\frac {\mathrm {d} n_{i}}{\mathrm {d} t}}=\sum \limits _{j=1}^{N}{\frac {n_{j}}{\tau _{ji}}}-n_{i}\sum \limits _{j=1}^{N}{\frac {1}{\tau _{ij}}}+I(\delta _{iN}-\delta _{i1})}
با فرض اینکه می‌توان از فرایندهای جذب صرف نظر کرد (i.e. {\displaystyle {\frac {n_{1}}{\tau _{12}}}={\frac {n_{2}}{\tau _{23}}}=0}، که در دماهای پایین معتبر است)، از معادله نرخ دوم رابطه زیر به دست می‌آید:
{\displaystyle {\frac {n_{3}}{\tau _{32}}}={\frac {n_{2}}{\tau _{21}}}}
بنابراین اگر {\displaystyle \tau _{32}>\tau _{21}} (i.e. {\displaystyle W_{21}>W_{32}}) آنگاه {\displaystyle n_{3}>n_{2}} و یک وارون سازی جمعیتی وجود دارد. نسبت جمعیتی به صورت زیر تعریف می‌شود:
{\displaystyle {\frac {n_{3}}{n_{2}}}={\frac {\tau _{32}}{\tau _{21}}}={\frac {W_{21}}{W_{32}}}}
اگر همه N معادلات نرخ حالت پایدار را با هم جمع کنیم، سمت راست معادله صفر می‌شود، بدین معنا که سیستم فرومعین است و فقط می‌توان جمعیت نسبی هر زیرنوار را تعیین کرد. اگر کل چگالی ورق حامل‌ها {\displaystyle N_{\mathrm {2D} }} در سیستم نیز معلوم باشد، آنگاه جمعیت مطلق حامل‌ها در هر زیرنوار را می‌توان از رابطه زیر به دست‌آورد:
{\displaystyle \sum \limits _{i=1}^{N}n_{i}=N_{\mathrm {2D} }}
به عنوان یک تقریب، می‌توان فرض کرد که تمام حامل‌ها در سیستم مجهز به آلایش هستند. اگر گونهٔ آلایش شده دارای انرژی یونیزاسیون قابل صرفنظر کردن باشد، آنگاه {\displaystyle N_{\mathrm {2D} }} تقریباً برابر با چگالی آلایش است.

### طراحی محیط فعال
نرخ پراکنش با طراحی مناسب ضخامت لایه‌ها در ابرشبکه که تعیین‌کننده توابع موج الکترون زیرنوارها هستند، تنظیم می‌شود. نرخ پراکنش بین دو زیرنوار به شدت وابسته به همپوشانی توابع موج و فاصله انرژی بین زیرنوارها است. شکل روبرو نشان دهنده توابع موج در یک منطقه فعال QCL دارای سه چاه کوانتوم (3QW) و انژکتور است.
به منظور کاهش {\displaystyle W_{32}}، همپوشانی سطوح بالایی و پایینی لیزر کاهش پیدا می‌کند. این کار معمولاً از طریق طراحی ضخامت لایه‌ها انجام می‌شود، بدین صورت که سطح بالایی لیزر بیشتر در چاه سمت چپ منطقه فعال 3QW قرار داده می‌شود، در حالی که تابع موج سطح پایینی لیزر بیشتر در چاه‌های مرکزی و سمت راست قرار داده می‌شود. این به عنوان یک انتقال قطری شناخته می‌شود. انتقال قائم انتقالی است که در آن سطح بالایی لیزر بیشتر در چاه‌های مرکزی و سمت راست قرار داده می‌شود. این کار همپوشانی و در نتیجه {\displaystyle W_{32}} را افزایش می‌دهد که سبب کاهش وارون سازی جمعیتی می‌شود ولی قدرت انتقال تابشی و در نتیجه گین را افزایش می‌دهد.
برای افزایش {\displaystyle W_{21}}، توابع موج سطح پایینی لیزر و سطح زمین طوری طراحی می‌شوند که همپوشانی خوبی داشته باشند، و برای افزایش بیشتر {\displaystyle W_{21}} فاصله بندی انرژی بین زیرنوارها طوری طراحی می‌شود که برابر با انرژی فونون طولی نوری (LO) باشد (تقریباً 36 meV در GaAs)، به گونه‌ای که پراکنش تشدیدشده فونون – الکترون LO بتواند به سرعت سطح پایینی لیزر را خالی از جمعیت کند.

## مهندسی ماده
نخستین QCL در سیستم ماده InGaAs/InAlAs با شبکه متناظر با یک زیرلایه InP ساخته شد. این سیستم ماده خاص دارای آفست نوار رسانش (عمق چاه کوانتوم) 520mev است. این دستگاه‌های بر مبنای InP به سطوح بالایی از عملکرد در دامنه میانی مادون قرمز رسیده‌اند که به تابش موج پیوسته با توان بالا و بالای دمای اناق دست یافته‌اند.
در ۱۹۹۸، QCLهای GaAs/AlGaAs توسط Sirtori et al. نشان داده شدند که ثابت کرد مفهوم QC محدود به یک سیستم ماده نیست. این سیستم ماده دارای عمق چاه کوانتوم متغیر وابسته به میزان آلومینیوم موجود در حائل‌ها می‌باشد. هر چند QCLهای بر مبنای GaAs در مادون قرمز میانی به عملکرد QCLهای بر مبنای InP نمی‌رسند، اما این QCLها در ناحیه تراهرتز طیف فرکانسی عملکرد بسیار موفقی نمایش داده‌اند.
محدودیت طول موج کوتاه QCLها توسط عمق چاه کوانتوم تعیین می‌شود، و اخیراً QCLهایی در سیستم‌های ماده‌ای با چاه‌های خیلی عمیق تولید شده‌اند تا به تابش طول موج‌های کوتاه دست یابند. سیستم ماده InGaAs/AlAsSb دارای چاه‌های کوانتومی به عمق 1.6ev می‌باشد که برای ساخت QCLهایی با تابش در 3μm استفاده شده‌اند. QCLهای InAs/AlSb دارای چاه‌های کوانتومی به عمق 2.1ev هستند و تابش الکترونیکی در طول موج‌هایی به کوتاهی 2.5μm از آن‌ها دیده شده‌است.
همچنین QCLها می‌توانند امکان عملیات لیزری را در موادی که قبلاً دارای خواص ضعیف نوری شناخته می‌شدند، فراهم کند. مواد نوار ممنوعه غیرمستقیم مانند سیلیکون دارای حداقل انرژی الکترون و حفره در مقادیر تکانه مختلف هستند. برای انتقال نوری بین نواری، حامل‌ها از طریق یک فرایند آرام پراکنش میانی، تکانه را تغییر می‌دهند که سبب کاهش فراوان شدت تابش نوری می‌شود. اما انتقال نوری بین زیرنواری، مستقل از تکانه نسبی مینیمم نوار رسانش و نوار ظرفیت است، و پیشنهادهای تئوری برای تابشگرهای کوانتومی Si/SiGe ارائه شده‌است.

## طول موج‌های تابشی
در حال حاضر QCLها طول موج‌هایی در بازه 2.75μm تا 250 را پوشش می‌دهند (و با به کارگیری یک میدان مغناطیسی تا 355μm را نیز پوشش می‌دهند).

## موجبرهای نوری
نخستین گام در پردازش ماده گین آبشاری کوانتوم برای ساخت یک دستگاه تابشگر مفید، محدود کردن محیط گین در یک موجبر نوری است. این کار سبب می‌شود که نور تابش شده به یک پرتو هم خط هدایت شود و امکان آن را فراهم می‌کند که تشدیدکننده لیزری ساخته شود به طوری که نور بتواند به محیط گین به صورت کوپل بازگردد.
استفاده از دو نوع موجبر نوری رایج است. موجبر لبه دار با حک کردن ترانشه‌هایی موازی در ماده گین آبشاری کوانتوم ساخته می‌شود تا نوار ایزوله‌ای از ماده QC که معمولاً دارای عرض حدود 10μm هستند و چندین میلی‌متر طول دارند، ایجاد شود. معمولاً یک ماده دی الکتریک در ترانشه‌ها قرار داده می‌شود تا جریان تزریق شده را به سمت لبه هدایت کند، همچنین کل لبه معمولاً با طلا پوشش داده می‌شود تا اتصال الکتریکی برقرار کند و به خروج گرما از لبه در زمان تولید نور کمک کند. نور از انتهاهای برآمده موجبر تابش می‌کند که ناحیه فعال آن معمولاً ابعادی در حد تنها چند میکرومتر دارد.
نوع دوم موجبر یک ساختار ناهمگون مدفون است. در اینجا هم ماده QC حکاکی می‌شود تا یک لبه ایزوله تولید شود. اما در اینجا ماده نیمه رسانای جدید بر روی لبه رشد می‌کند. تغییر ضریب رسانایی بین ماده QC و ماده رشدیافته برای ایجاد یک موجبر کافی است. ماده دی الکتریک هم بر روی ماده رشدیافته دور لبه QC قرار داده می‌شود تا جریان تزریقی را به محیط گین QC هدایت کند. موجبرهای ساختار ناهمگون مدفون در خروج گرما از ناحیه فعال QC در هنگام تولید نور کارآ هستند.

## انواع لیزر
هر چند محیط گین آبشاری کوانتوم را می‌توان برای تولید نور ناهمدوس در یک پیکربندی ابردرخشان به کار برد، اما این محیط معمولاً در ترکیب با یک حفره نوری استفاده می‌شود تا تشکیل لیزر دهد.

### لیزرهای fabry-Perot
این نوع لیزر ساده‌ترین لیزر آبشاری کوانتوم است. ابتدا یک موجبر نوری از ماده آبشاری کوانتوم ساخته می‌شود تا تشکیل محیط گین را بدهد. سپس دو انتهای دستگاه نیمه رسانای کریستالی شکافته می‌شوند تا تشکیل دو آینه موازی در هر یک از دو انتهای موجبر دهند و در نتیجه تشکیل یک تشدیدکننده Fabry-Perot دهند. انعکاس پذیری باقی‌مانده در سطوح شکافته شده از سطح برخورد نیمه رسانا به هوا برای ایجاد یک تشدیدکننده کافی است. لیزرهای آبشاری کوانتوم fabry-Perot قابلیت تولید توان‌های بالا را دارند، اما معمولاً در جریان‌های بالا دارای چند مُد هستند. معمولاً می‌توان طول موج را با تغییر دمای دستگاه QC تغییر داد.

## لیزرهای فیدبک توزیعی
لیزر آبشاری کوانتوم فیدبک توزیعی (DFB) شبیه لیزر Fabry-Perot است با این تفاوت که یک بازتابنده توزیعی Bragg (DBR) در بالای موجبر نصب شده‌است تا اجازه ندهد که طول موجی غیر از طول موج دلخواه تابش شود. این امر سبب تک مد شدن لیزر حتی در جریان‌های بالاتر می‌شود. لیزرهای DFB را عمدتاً می‌توان با تغییر دما تنظیم کرد، هر چند که یک نوع جالب دیگر از تنظیم را می‌توان با پالس زدن لیزر DFB انجام داد. در این حالت، طول موج لیزر در طول پالس به سرعت دچار تغییر فرکانس می‌شود که موجب اسکن سریع یک ناحیه طیفی می‌شود.

### لیزرهای حفره خارجی
در لیزر آبشاری کوانتوم حفره خارجی (EC)، دستگاه آبشاری کوانتوم به عنوان یک محیط گین لیزری عمل می‌کند. یکی یا هر دوی سطوح موجبر دارای یک پوشش ضد بازتاب هستند که عمل حفره نوری سطوح شکافته را خنثی می‌کند. سپس آینه‌ها به شکل خارجی نسبت به دستگاه QC قرار می‌گیرند تا حفره نوری را بسازند.
اگر یک المان انتخاب‌کننده فرکانس در حفره خارجی موجود باشد، می‌توان تابش لیزری را به یک طول موج واحد تقلیل داد و حتی تابش را تنظیم کرد. برای مثال، توری‌های پراش برای ساخت یک لیزر قابل تنظیم که بتواند بالای ۱۵ درصد طول موج مرکزی خود را تنظیم کند، به کار رفته‌اند.

## رشد
لایه‌های متناوب دو نیمه رسانای مختلف که ساختار ناهمگون کوانتومی را تشکیل می‌دهند، ممکن است با استفاده از روش‌های مختلفی مثل برآرایی باریکه مولکولی (MBE) یا برآرایی بخار فلز-آلی (MOVPE) که به لایه نشانی بخار شیمیایی فلز-آلی (MOCVD) نیز شهرت دارد، به یک زیرلایه رشد پیدا کنند.

## کاربردها
لیزرهای آبشاری کوانتوم فیدبک توزیعی (DFB) نخستین بار در سال ۲۰۰۴، و لیزرهای آبشاری کوانتومی حفره خارجی با قابلیت تنظیم بالا در سال ۲۰۰۶ تجاری سازی شدند. توان نوری خروجی بالا، دامنه تنظیم و عملکرد در دمای اتاق، QCLها را برای کاربردهای طیف‌سنجی مانند سنجش از دور گازها و آلاینده‌های محیطی در اتمسفر و امنیت کشوری مناسب کرده‌است. این لیزرها در نهایت می‌توانند برای کنترل ناوگان حمل و نقل در شرایط قابلیت دید پایین، رادارهای جلوگیری از تصادفات، کنترل فرایندهای صنعتی و تشخیص پزشکی مثل آنالیزورهای تنفس به کار روند. همچنین از QCLها برای مطالعه شیمی پلاسما استفاده می‌شود.
دامنه دینامیکی وسیع QCLها، حساسیت بالا و عملکرد ایمن به همراه اعتمادپذیری بالا می‌تواند به راحتی بر بسیاری از موانع تکنولوژیکی موجود در تکنولوژی‌های فعلی در این بازارها غلبه کند. در صورت استفاده در سیستم‌های چندلیزری، طیف‌سنجی درون پالسی QCL پوشش طیفی پهم باندی را ارائه می‌دهد که بالقوه می‌توانند برای شناسایی و کمیت سنجی مولکول‌های سنگین پیچیده همچون مولکول‌های موجود در مواد سمی، منفجره و دارویی به کار روند.
تابش غیر هدایت شده QCL در پنجره اتمسفری 3μm تا 5 می‌تواند به عنوان گزینه ارزان تری در مقایسه با فیبر نوری به منظور دسترسی به اینترنت با سرعت بالا در مناطق ساختمانی مورد استفاده قرار گیرد.

## فانتزی
بازی ویدئویی Star citizen (شهروند ستاره) که هنوز به بازار نیامده است، لیزرهای آبشاری کوانتوم حفره خارجی را به عنوان سلاح‌هایی پرقدرت تصویر می‌کند.